# Corn
Corn är en kommun i departementet Lot i regionen Occitanien i södra Frankrike. Kommunen ligger i kantonen Livernon som tillhör arrondissementet Figeac. År 2022 hade Corn 238 invånare.

## Befolkningsutveckling
Antalet invånare i kommunen Corn
| Referens: INSEE |